# ولسوالی خان چارباغ
ولسوالی خان چارباغ یکی از ۱۴ ولسوالی‌‌‌‌ ولایت فاریاب، به مرکزیت شهر خان چارباغ در شمال غربی افغانستان است. خان چارباغ از ولسوالی‌های درجه سوم ولایت فاریاب بوده، پهناوری آن ۱۰۵۶ کیلومتر مربع است و با ۲۶٬۶۳۰ نفر جمعیت در سال ۱۳۹۹، سیزدهمین ولسوالی پر جمعیت‌ ولایت فاریاب می‌باشد.
ولسوالی خان چارباغ از شمال با ترکمنستان، از جنوب با ولسوالی‌ ولسوالی اندخوی، از شرق با ولایت جوزجان و از غرب با ولسوالی قرغان محدود می‌باشد.

## منبع‌ها
1. ↑  «برآورد نفوس کشور:١٣٩٩» (PDF). اداراه احصائیه مرکزی افغانستان. ٢٨ می ٢٠٢٠. بایگانی‌شده از اصلی (PDF) در ۳ ژوئیه ۲۰۲۰. دریافت‌شده در ٢٨ می ٢٠٢١.
2. ↑  «جمعیت‌شناسی و جمعیت ولایت فاریاب» (PDF). هیئت معاونیت ملل متحد در افغانستان و   سالنامه آماری افغانستان، سال ۲۰۰۶ میلادی. وزارت احیا و انکشاف دهات افغانستان. دریافت‌شده در ۱۲-۱۲-۱۳۹۰. تاریخ وارد شده در |تاریخ بازدید= را بررسی کنید (کمک)